# 需要ショック
経済学において、需要ショック（英: demand shock）とは財・サービスへの需要を一時的に増やす、あるいは減らす突発的な出来事を指す。総需要曲線をシフトさせるような出来事であるとも言い換えることができる。あるいは経済活動水準に直接影響を与える外生的な要因ということもでき、例えば財政支出の変動や世界景気の変動である。木村・黒住・門間(2001)によれば、需要ショックが発生した場合、望ましい金融政策は、短期名目金利をちょうど需要ショックの影響を相殺するように変更し、民間の支出行動に影響を与えるものである。

## 概要
正の需要ショックは需要を増加させ、負の需要ショックは需要を減少させる。財・サービスの価格はどちらの場合においても影響を受ける。財・サービスの需要が上昇すれば、需要曲線が右側にシフトするため、通常、価格は上昇する。需要が減少したときには需要曲線が左にシフトするため、通常、価格は減少する。需要ショックは、税率、金融政策、政府支出などの物事の変化に起因しうる。例えば、納税者が政府に税を納めた後により多くの資金が残っているならば、より多くの資金を個人的な支出に向けることができる。納税者がより多くの資金を財・サービスを購入するために使うとき、財・サービスの価格は上昇する。
2002年11月、イギリスの経済は悪い状態にあり、イングランド銀行副総裁マーヴィン・キングは、近い将来「大規模な負の需要ショック」を引き起こす可能性があるほど国内経済は不均衡な状態であると警告した。さらに、ロンドン・スクール・オブ・エコノミクスにおいて、マーヴィン・キングは「表面的には全体的に安定しているようにみえるイギリス経済は、強気な消費者および好調な住宅部門と弱い外部需要との間の驚くべき不均衡の上に成り立っている（Beneath the surface of overall stability in the UK economy lies a remarkable imbalance between a buoyant consumer and housing sector, on the one hand, and weak external demand on the other.）」と述べるに至った。
2008年の世界金融危機においては、消費者支出の急減へとつながるサブプライム危機や失われた家計の富、急落した住宅価格などによって負の需要ショックがアメリカ経済の一部の部門で引き起こされた。この負の需要ショックに対応するため、FRB(連邦準備制度)は利子率を下げた。危機が発生する以前には、世界経済は正の世界的供給ショックを経験していた。そのまさに直後に、正の需要ショックが世界的景気過熱とインフレ圧力の上昇につながったのである。